# Кесада, Нандо
Фернандо Кесада Гальярдо (исп. Fernando Quesada Gallardo; род. 5 января 1994 года в Сабаделе) — испанский футболист, полузащитник.

## Клубная карьера
Нандо пришёл в «Барселону» в 2001 году и прошёл через все молодёжные категории каталонского клуба. Однако после выпуска из академии «Барселона» отказалась предлагать контракт игроку, и он оказался свободным агентом. Новой командой Нандо стал нидерландский «Утрехт», за который он дебютировал 2 февраля 2014 года в поединке с «Аяксом».

## Карьера в сборной
Несмотря на то, что Нандо был важной частью юношеской сборной до 17 лет, в сборные других возрастов он не вызывался.